# المواطنة الرقمية
تعريف واھمية "المواطّنة.الرقَمية"

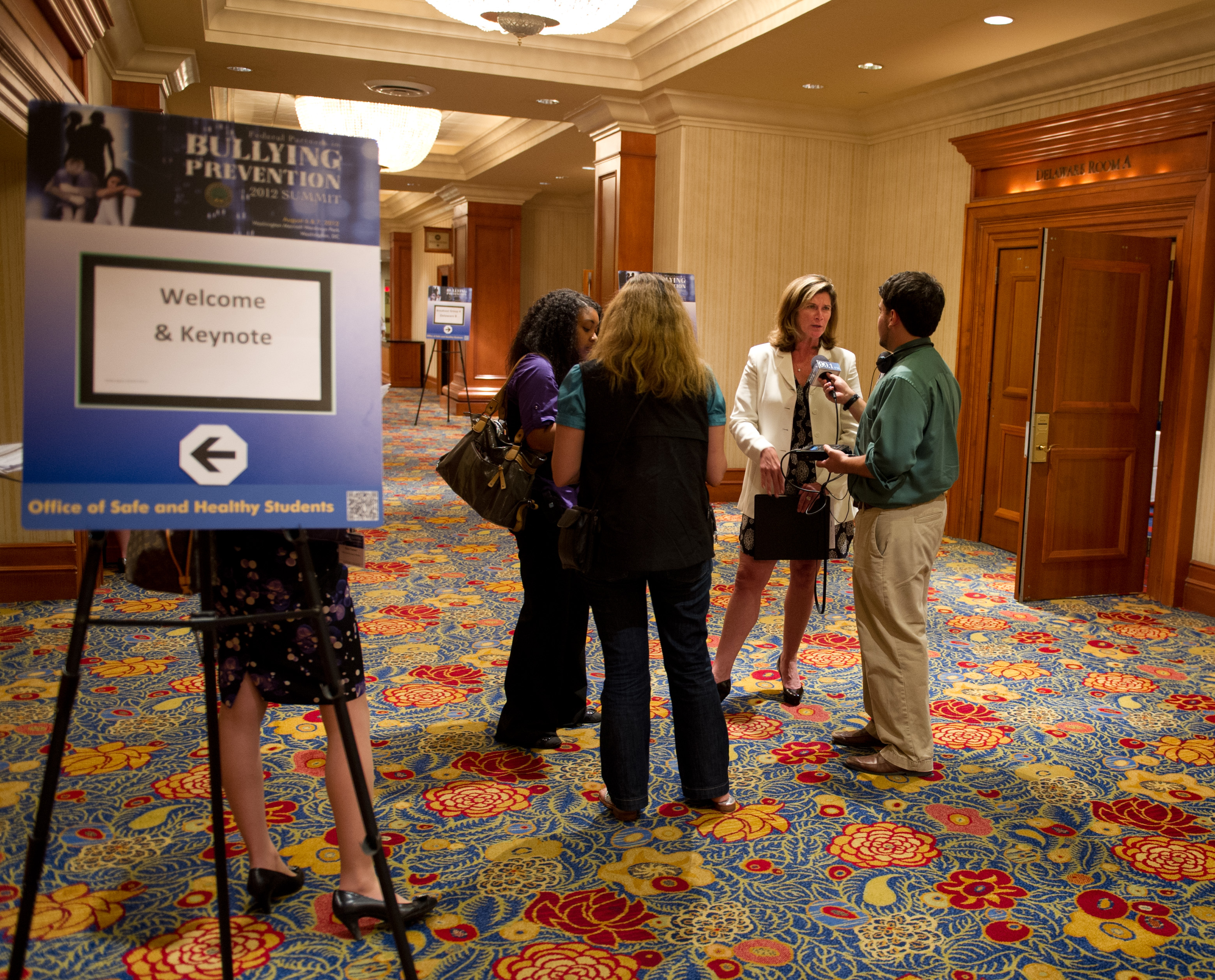
في كل عام، تُعقد قمة سنوية لمنع التنمر تضم متحدثين يتطلعون إلى منع التنمر لدى الشباب.

المواطنة الرقمية Digital Citizenship و المواطن الرقمي Digital citizen هو الشخص الذي يستخدم تكنولوجيا المعلومات من أجل الانخراط بفعالية ومشاركة في المجتمع الرقمي وشؤونه الاجتماعية والسياسية والدينية مع رفض التسلط. وفقًا لتعريف كارين موسبيرجر، أحد مؤلفي كتاب المواطنة الرقمية: الإنترنت والمجتمع والمشاركة ، فإن المواطنين الرقميين هم «أولئك الذين يستخدمون الإنترنت بانتظام وفعالية». لديهم أيضًا فهم شامل للمواطنة الرقمية، وهو السلوك المناسب والمسؤول عند استخدام التكنولوجيا.  نظرًا لأن المواطنة الرقمية تُقيِّم جودة استجابة الفرد للعضوية في المجتمع الرقمي، فإنها غالبًا ما تتطلب مشاركة جميع أفراد المجتمع، سواء المرئيين منهم أو غير المرئيين. يشمل جزء كبير من كونك مواطنًا رقميًا مسؤولًا محو الأمية الرقمية، وآداب السلوك، والسلامة عبر الإنترنت، والاعتراف بالمعلومات الخاصة مقابل المعلومات العامة.
غالبًا ما يستخدم الأشخاص الذين يصنفون أنفسهم كمواطنين رقميين تكنولوجيا المعلومات على نطاق واسع - إنشاء المدونات واستخدام الشبكات الاجتماعية والمشاركة في الصحافة عبر الإنترنت .  على الرغم من أن المواطنة الرقمية تبدأ عندما يقوم أي طفل أو مراهق أو بالغ بالتسجيل للحصول على عنوان بريد إلكتروني أو حساب بشبكات التواصل الاجتماعي، ونشر الصور والفيديو عبر الإنترنت، واستخدام التجارة الإلكترونية لشراء البضائع عبر الإنترنت، و / أو المشاركة في أي وظيفة إلكترونية هي B2B أو B2C ، فإن تتجاوز عملية أن تصبح مواطنًا رقميًا نشاط الإنترنت البسيط. وفقًا لتوماس همفري مارشال، عالم الاجتماع البريطاني المعروف بعمله في مجال المواطنة الاجتماعية وهو الإطار الأولي للمواطنة ويضم ثلاثة تقاليد مختلفة: الليبرالية، الجمهوري، و ascriptive التسلسل الهرمي. ضمن هذا الإطار، يحتاج المواطن الرقمي إلى الوجود من أجل تعزيز تكافؤ الفرص الاقتصادية وزيادة المشاركة السياسية .  وبهذه الطريقة، تساعد التكنولوجيا الرقمية على تقليل الحواجز التي تحول دون المشاركة كمواطن في المجتمع. وفي كل عام، يستضيف الشركاء الفيدراليون في منع التنمر قمة لتسليط الضوء على عملها لمنع التسلط عبر الإنترنت، خاصة في المدارس وبين الطلاب، في محاولة لتصبح مواطنين رقميين مسؤولين.
فبفضل ثورة هائلة في التطور التكنولوجي والمعلومات الرقمية، التقنية أصبحت جزءً هاماُ لا يستغنى عنها في نسيج حياتنا لما تقدمه من تسير وتيسر مهام ووظائف حياتنا اليومية يستعين بالتقنيات الحديثة والمتنوعة للتواصل مع الآخرين والوصول لمصادر المعلومات المختلفة. وثورة التكنولوجيا والمعلومات التي نعيشها تحمل معها الكثير من الايجابيات والسلبيات للفرد والمجتمع، ومن واجبنا كأفراد ومستخدمين للتقنية أن نسعى ونتعاون لتوظيف التقنية في الطرق الصحيحة ووفقا لقواعد أخلاقية سليمة، مع مراعاة الضوابط الدينية والقانونية، والتي ستعمل على الحد من سلبيات التقنية على المجتمع.
اسم الطالب: ليث عماد الحمادين.
الاستاذ الفاضل: عصام الفزازي.

## 1- الحقوق والمسؤوليات الرقمية
يقصد به المزايا والحريات الممتدة لجميع مستخدمي التكنولوجيا والتوقعات السلوكية التي تأتي معه:
- توعية الجيل بحقوقهم ومسؤولياتهم عند استخدام التقنيات الرقمية.
- الالتزام بسياسات الاستخدام المقبول من قبل الجهات المختصة والقوانين الرقمية والأنظمة الأخلاقية في العالم الرقمي.
- استخدام التكنولوجيا الرقمية بمسؤولية ووعي.
- الحق لأي مواطن رقمي امتلاك حقوق ملكية لأعماله أو السماح بنشر إنتاجه مجاناً عبر الشبكة للجميع.
- استخدام المصادر المتواجدة في الشبكة الإلكترونية بشكل أخلاقي.
- ذكر مصدر المحتوى الرقمي عند الاستفادة منه.
- الوعي بعدم إيذاء الآخرين والمنظمات بالسلوكيات والكلمات الغير مسؤولة.
- الإبلاغ عن السلوكيات الغير مسؤولة «كالتهديد والابتزاز والتحرش» للجهات المختصة والأشخاص البالغين.
- إثراء المحتوى الرقمي بمنتجات وأعمال رقمية ذو أهمية.
- توظيف التقنية الحديثة لتحسين البيئة الواقعية وتنمية مهارات ونشر الوعي بمختلف مجالات الحياة.
- تنمية الوعي بأهمية اخضرار التعليم والمحافظة على البيئة الخضراء عبر التقليل من المخلفات الرقمية والاستفادة من السحب الالكترونية والتطبيقات الرقمية في الشبكة.
- نشر الوعي بالأخلاقيات الرقمية لمستخدمي الشبكة والطرق الإيجابية لاستخدام التقنيات والشبكات.

## 2- القانون الرقمي
يقصد به الحقوق والقيود التي تحكم استخدام التكنولوجيا:
- الوعي بعدم مشاركة المحتوى الرقمي الذي يحمل حقوق طبع ونشر مع الآخرين.
- الإشارة لمصدر المحتوى الرقمي عند الاستفادة منه.
- احترام الآخرين في شبكة الإنترنت وعدم الإساءة لهم أو التعدي على حقوقهم.
- الوعي بعدم تبادل المحتوى الرقمي المخل بالآداب.
- الوعي بعدم اختراق الأنظمة والحواسيب الخاصة بالأفراد أو المنظمات.
- عدم استخدام برامج القرصنة أو سرقة هوية أشخاص آخرين.
- الإطلاع على قوانين وعقوبات نظام مكافحة جرائم المعلوماتية والصادرة من الهيئات الحكومية.

## 3- الاتصال الرقمي
يقصد به التبادل الإلكتروني للمعلومات، ويتداخل مع عدد من العناصر الأخرى للمواطنة الرقمية كالوصول الرقمي والسلوك الرقمي والحقوق والمسؤوليات والأمن الرقمي :
- إدراك وسائل الاتصال الرقمية المختلفة ( الهواتف الذكية، التراسل الفوري، التدوين، التواصل المرئي والسمعي )
- الاستخدام الواعي والمسؤول لتقنيات الاتصال الرقمي
- التفكير الجيد بما يتم ارساله وكتابته عبر تقنيات الاتصال الرقمي (البصمة الرقمية: الأنشطة والمعلومات التي نشرها شخص ما في الشبكة العنكبوتية )
- مراقبة اتصال الأطفال وتواصلهم مع الآخرين باستخدام التقنيات الرقمية
- تحديد وقت ومكان استخدام تقنيات اتصال رقمية معينة
- توظيف تقنيات الاتصال الرقمي مثل شبكات التواصل الاجتماعي لدعم أنشطة الطلاب داخل وخارج الصف، ومشاركة الأفكار مع الآخرين

## 4- التجارة الرقمية
يقصد بها سلامة المستهلك في عملية البيع والشراء إلكترونياً عبر الشبكة العنكبوتية، ولابد من تعليم وإعداد الأجيال ليتفاعلوا بأساليب سليمة مع الاقتصاد الرقمي:
- التأكد من مصداقية وموثوقية الموقع التجاري.
- التعامل مع المواقع المشهورة.
- التأكد من أمان الموقع من خلال البحث عن رمز https في شريط العنوان وأيقونة القفل.
- الوعي بطرق البحث عن المواقع المقدمة للسلعة بسعر أفضل.
- عدم فتح الرسائل التجارية المزعجة spam والتي قد تزرع الفيروسات وبرامج التجسس بجهاز المستهلك.
- القراءة الجيدة لسياسة ومعلومات الموقع التجاري.
- قراءة تقييم ورأي المستهلكين حول الموقع أو البضاعة.
- الحذر عند ادخال بيانات بطاقة الفيزا والدفع عبر بطاقة فيزا التسوق «مسبقة الدفع».
- العناية باختيار موقع وسيط بين المستهلك والمواقع التجارية مثل PayPal.

## 5- الثقافة الرقمية
تعني عملية تدريس وتعليم ما يتعلق بالتكنولوجيا واستخدامها وكيفية عملها بهدف الاستفادة منها بأكثر من طريقة ملائمة:
- التعلم والتمكن من التكنولوجيا قبل استخدامها.
- التحقق من دقة وصحة المعلومات وتقييم المصادر المختلفة في الشبكة العنكبوتية.
- مشاركة المعلومات الصحيحة في مواقع التواصل الاجتماعي.
- كشف وتطوير أنماط التعلم على الشبكة العنكبوتية والتعلم عن بعد.
- توظيف المعلمون للتكنولوجيا بطرق جديدة ومبتكرة لتحفيز تعلم الطلاب وتنمية مهارات القرن الحادي والعشرين.
- توفير محتوى رقمي دقيق ذو صلة بمجالات تعليمية متنوعة.

## 6- الوصول الرقمي
انتو مين واحنا مين يا اخوان
- إجراء استطلاع رأي للمستفيدين حول مدى إمكانية توفر وصول للحاسب والانترنت في المنزل.
- توفير خيارات ورقية ورقمية للمستهدفين ليتلائم مع إمكانيات وصولهم.
- الوصول المتكافئ للتكنولوجيا لجميع الأشخاص والمنظمات.
- تطبيق برامج لمنح جهاز حاسوبي عهده لكل طالب أو السماح للطلاب بإحضار أجهزتهم الخاصة.
- تقديم التسهيلات للأشخاص ذوي الظروف الاقتصادية وذوي الاحتياجات الخاصة.
- توفير الوصول للتقنية عبر مصادر وأجهزة ذات جودة عالية.
- توفير محتوى تقني مناسب وذو صلة.
- تشجيع المعلمين على استخدام التكنولوجيا في صفوفهم.
- توفير مختبرات الحاسوب المفتوحة لتقليل الفجوة الرقمية بين الطلاب.

## 7- الأمن الرقمي
يعني الإجراءات الوقاية التي يجب أن يتخذها جميع مستخدمي التكنولوجيا لضمان سلامتهم وأمن شبكاتهم
نصائح لحماية الحاسب في المنزل:
- شراء برنامج لمكافحة الفيروسات.
- المحافظة على الأطفال آمنين على الشبكة العنكبوتية وعدم التحدث واللعب مع الغرباء.
- تثبيت جدار ناري لحماية نظام الحاسب من المتسللين.
- تحديث نظام التشغيل بانتظام.
- تحميل وتحديث برامج الحماية من التجسس.
- استخدام فلتر للرسائل غير المرغوب فيها وعدم فتح مرفقات رسائل مثيرة للريبة.
- استخدام برنامج ترشيح / حجب المواقع غير الملائمة في الشبكة العنكبوتية.
- المحافظة على خصوصيتك.
- الوعي بالقرصنة والاحتيال.

## 8- قواعد السلوك الرقمي
تعني معايير السلوك أو الإجراءات المتوقعة من قبل المستخدمين الآخرين للتكنولوجيا الرقمية:
- التهجئة والقواعدة السليمة.
- الاستخدام المحدود للاختصارات.
- استخدام الحجم المناسب من الحروف.
- عدم إرسال المعلومات الشخصية.
- الالتزام بأداب الحوار والمحادثة.
- الابتعاد عن العدائية مع الآخرين.
- منح التقدير للأخرين عند الاستفادة من إنتاجهم.
- تحميل البرامج القانونية من مصادرها الموثوقة.
- عدم التحدث بصوت مرتفع عبر الهاتف الذكي في الأماكن العامة.
- عدم إرسال رسائل نصية أو تفقد البريد الإلكتروني أو البحث في الشبكة العنكبوتية والانشغال بالهاتف الذكي خلال اجتماعات العمل والزيارات.

## 9- الصحة والرفاهية الرقمية
يقصد بها العناصر الجسدية والنفسية للجسم والمتعلقة باستخدام التكنولوجيا الرقمية:
- استخدام التكنولوجيا بطريقة مسؤولة ومعتدلة.
- الوعي بالآثار الجسدية المترتبة على استخدام التكنولوجيا لفترات طويلة.
- الوعي بظاهرة الإدمان على التقنية والحد من أثرها.
- التقليل من وقت استخدام الأطفال للتكنولوجيا.
- الالتزام بالجلسة الصحيحة أثناء استخدام الحاسب.
- التأكد من الإضاءة المناسبة في شاشة الحاسب ومكان العمل للتقليل من إجهاد العيني.ن
- الحصول على فترات راحة والقيام ببعض التمرينات الجسدية أثناء العمل المتواصل على الحاسب.
- الموازنة بين الجوانب الايجابية والسلبية للصحة النفسية والجسدية عند استخدام التقنية.